# Finten
Finten är en sjö i Ljusdals kommun i Hälsingland och ingår i Ljusnans huvudavrinningsområde. Sjöns area är 0,02 kvadratkilometer och den är belägen 280 meter över havet.